# Владимиров Михайло Борисович
Михайло Борисович Владимиров (рос. Михаил Борисович Владимиров; нар. 28 листопада 1976, Москва, РРФСР, СРСР) — російський актор театру та кіно. Ведучий актор Московського академічного театру сатири.

## Життєпис
Народився Михайло Владимиров 28 листопада 1976 року в Москві. Він походить з акторської родини. Його батько — Борис Владимиров (1932-1988), радянський актор театру, кіно та естради, один з учасників (Авдотья Микитівна) популярного радянського естрадного комічного дуету бабусь «Вероніка Мавриківна і Авдотья Микитівна», знявся у стрічці «Старики-розбійники». Батько помер, коли Михайлу Владимирову було 12 років. Мати — Тетяна Михайлівна Державіна, художник по тканинах, більшу частину свого життя приділила вихованню сина. Рідний брат матері, Михайло Державін — відомий радянський та російський актор театру і кіно, актор Московського театру сатири, Народний артист РРФСР. 
Михайло Владимиров ріс та виховувався в театральному середовищі. З першого по восьмий клас Владимиров навчався в спеціальній середній школі з поглибленим вивченням німецької мови у Москві. Потім навчався у ЗОШ № 123 з вивченням художньо-естетичного циклу засобами театрального мистецтва. У 1993 році закінчив школу та вступив у Щукінське училище.
У 1997 році закінчив акторський факультет Вищого театрального училища імені Б. В. Щукіна (художній керівник курсу — Марина Олександрівна Пантелєєва) та був прийнятий в трупу Московського академічного театру сатири.
Кінодебют Михайла Владимирова ввідбувся у 1994 році, під час навчання у Щукінському училищі, в стрічці режисера Анатолій Ейрамджана «Наречений з Маямі», у якій він зіграв епізодичну роль відвідувача шкірвендиспансеру.

## Особисте життя
Михайло Владимиров був двічі одружени. Перший раз він одружився з однокурсницею Ольгою Баландіною 8 травня 1996 року, ще під час навчання в Щукінському училищі. У подружжя народився син Степан. Через 7 років подружжя розійшлося. 
У 2013 році Михайло Владимиров одружився вдруге, весілля відбулось таємно. Його другу дружину звати Анастасія. 2014 року в подружжя народилася дочка Софія.

## Творчість

### Ролі у театрі
- «Бідність не порок» — Африкан Савич Коршунов, фабрикант
- «Яблучний злодій» — Август
- «Лєвша» — Олександр I, Микола I
- «Таланти і шанувальники» — Гаврило Петрович Міґаєв
- «Занадто одружений таксист» — Боббі Франклін
- «Щасливців - Нещасливців» — Миля
- «Неаполь - місто мільйонерів» — Пеппі Домкрат
- «Ідеальний чоловік» — Фіпсу
- «Приборкання норовливої» — Кертіс
- «Занадто одружений таксист» — Боббі Франклін
- «Вечірній виїзд Товариства сліпих» — Очкарик
- «Господиня готелю» — граф А
- «Платонов» — 'Сергій Павлович Войніцев
- «Дванадцята ніч» — 'Мальволіо
- «Собака на сіні» — 'Маркіз Рікардо
- «Рогоносці»
- «Ревізор»
- «Бочка меду, або Чарівниці теж помиляються»
- «Малюк і Карлсон, який живе на даху»

### Ролі у кіно
| Рік       |     | Українська назва                                  | Оригінальна назва                                         | Роль                                                      |
| --------- | --- | ------------------------------------------------- | --------------------------------------------------------- | --------------------------------------------------------- |
| 2014      | с   | Таємний місто-3                                   | Тайный город-3                                            | Ляпсус                                                    |
| 2018      | с   | Моя улюблена свекруха-3. Московські канікули      | Моя любимая свекровь-3. Московские каникулы               | продюсер                                                  |
| 2018      | с   | Московська хорта-2                                | Московская борзая-2                                       | Веніамін Скобельніков, експерт                            |
| 2017      | кф  | Обмін                                             | Обмен                                                     | Костянтин                                                 |
| 2017      | с   | Кривава бариня                                    | Кровавая бариня                                           | Мансуров                                                  |
| 2016      | с   | Джинн                                             | Джинн                                                     | Карась                                                    |
| 2016      | ф   | Дух балтійський                                   | Дух балтийский                                            | епізодична роль                                           |
| 2015      | с   | Сімейний бізнес-2                                 | Семейный бизнес-2                                         | Соломон, бандит                                           |
| 2015      | с   | Ніка                                              | Ника                                                      | Ілля Мішин, лікар                                         |
| 2015      | с   | Гроші                                             | Деньги                                                    | Безбородько, оперуповноважений                            |
| 2014      | с   | Таємний місто-2                                   | Тайный город-2                                            | Ляпсус                                                    |
| 2014      | с   | Таємний місто                                     | Тайный город                                              | Ляпсус                                                    |
| 2014      | ф   | Кавказька полонянка!                              | Кавказская пленница!                                      | Давид, таксист                                            |
| 2014      | с   | Піти, щоб повернутися                             | Уйти, чтобы вернуться                                     | Влад Гур'єв, правник                                      |
| 2014      | ф   | Кров з молоком                                    | Кровь с молоком                                           | Тимофій, брат Костянтина, масажист                        |
| 2014      | с   | Добрі руки                                        | Хорошие руки                                              | Толик Зазуля                                              |
| 2013      | ф   | Кримінальний блюз для саксофона                   | Криминальный блюз для саксофона                           | епізодична роль                                           |
| 2013      | ф   | Гена Бетон                                        | Гена Бетон                                                | Фелікс Горюнов, оперуповноважений                         |
| 2012—2013 | с   | Татусеві доньки. Супернаречені                    | Папины дочки: Суперневесты                                | кінорежисер                                               |
| 2012      | ф   | Мексиканський вояж Степанича                      | Мексиканский вояж Степаныча                               | Семен, картятський шулер                                  |
| 2012      | с   | Грім                                              | Гром                                                      | Олег Філатов «Філ»                                        |
| 2012      | ф   | Велика ржака                                      | Большая ржака                                             | Ендрю                                                     |
| 2011      | док | Михайло Державін. Той ще «моторчик»               | Михаил Державин. Тот еще «моторчик»                       | камео                                                     |
| 2011      | с   | Татусі                                            | Папаши                                                    | Борис                                                     |
| 2010      | ф   | Дочки-матері                                      | Дочки-матери                                              | Ігор                                                      |
| 2010      | с   | Лікар Тирса                                       | Доктор Тырса                                              | Валентин, сектант                                         |
| 2010      | с   | Гаражі                                            | Гаражи                                                    | Олег                                                      |
| 2010      | ф   | Блюз-кав'ярня                                     | Блюз-кафе                                                 | епізодична роль                                           |
| 2010—2011 | с   | Аманда О                                          | Аманда О                                                  | Серж, чоловік Аманди О                                    |
| 2010      | ф   | А мама краще!                                     | А мама лучше!                                             | Яша, головна роль                                         |
| 2010      | ф   | Кандаґар                                          | Кандагар                                                  | Андрій, турист                                            |
| 2009      | с   | Пелагія і білий бульдог                           | Пелагия и белый бульдог                                   | Прішібякін, ротмістр                                      |
| 2009      | с   | Коли ми були щасливі                              | Когда мы были счастливы                                   | Олег, компаньйон Гліба по бізнесу                         |
| 2009      | док | Олександр Ширвіндт. Щасливе життя щасливої людини | Александр Ширвиндт. Счастливая жизнь счастливого человека | камео                                                     |
| 2008      | с   | Фотограф                                          | Фотограф                                                  | Володимир Захарін                                         |
| 2008      | ф   | Залюднений острів                                 | Обитаемый остров                                          | капрал                                                    |
| 2008      | с   | Заповіт ночі                                      | Завещание ночи                                            | Зуріко                                                    |
| 2008      | с   | Якщо нам доля                                     | Если нам судьба                                           | В'ячеслав Верьовкін, чоловік Анастасії                    |
| 2008      | с   | Циганочка з виходом                               | Цыганочка с выходом                                       | Стас Носов, журналіст бульварної газети                   |
| 2008      | ф   | Дівчинка                                          | Девочка                                                   | Ігор                                                      |
| 2008      | с   | Брати Карамазови                                  | Братья Карамазовы                                         | Фетюковіч, адвокат Дмитра Карамазова                      |
| 2008      | с   | Сава Морозов                                      | Савва Морозов                                             | ад'ютант Великого князя                                   |
| 2007—2008 | с   | Атлантида                                         | Атлантида                                                 | Фелікс                                                    |
| 2007      | с   | Королі гри                                        | Короли игры                                               | Олександр Марголін, власник модельного агентства «Гламур» |
| 2007      | ф   | Відкрийте, Дід Мороз!                             | Откройте, Дед Мороз!                                      | нервовий мафіозі                                          |
| 2007      | с   | Вся така раптова                                  | Вся такая внезапная                                       | епізодична роль                                           |
| 2006      | ф   | Зсув                                              | Сдвиг                                                     | Беффіт                                                    |
| 2006      | с   | Російське засіб                                   | Русское средств                                           | Микола Бичко                                              |
| 2006      | ф   | Погоня за янголом                                 | Погоня за ангелом                                         | «Муха»                                                    |
| 2006      | док | Як йшли кумири. Борис Владимиров. Вадим Тонков    | Как уходили кумиры. Борис Владимиров. Вадим Тонков        | камео                                                     |
| 2006      | ф   | Іспанський вояж Степанича                         | Испанский вояж Степаныча                                  | Семен, картятський шулер                                  |
| 2005      | ф   | Віртуальний роман                                 | Виртуальний роман                                         | Жора                                                      |
| 2005      | ф   | Крапка                                            | Точка                                                     | «Джексон»                                                 |
| 2005      | с   | Єсенін                                            | Есенин                                                    | епізодична роль                                           |
| 2005      | ф   | Голова класика                                    | Голова класика                                            | Пантикін                                                  |
| 2005      | ф   | Спека                                             | Жара                                                      | менеджер кав'ярні                                         |
| 2005      | ф   | Двоє біля ялинки, не рахуючи пса                  | Двое у ёлки, не считая собаки                             | Льолік, стиліст                                           |
| 2005      | с   | Діти Ванюхина                                     | Дети Ванюхина                                             | «Конопля»                                                 |
| 2005      | ф   | 9 рота                                            | 9 рота                                                    | механік-водій БМП                                         |
| 2005      | с   | Взяти Тарантіно                                   | Взять Тарантину                                           | помічник Ніколи-«Попільниці»                              |
| 2005      | ф   | Тайський вояж Степанича                           | Тайский вояж Степаныча                                    | Семен, картятський шулер                                  |
| 2004      | с   | Нишпорки-3                                        | Сищики-3                                                  | епізодична роль                                           |
| 2004      | с   | Норовлива мішень                                  | Строптивая мишень 2                                       | бандит Едічка                                             |
| 2004      | с   | Москва. Центральний округ-2                       | Москва. Центральный округ 2                               | епізодична роль                                           |
| 2004      | с   | Таксистка                                         | Таксистка                                                 | Сєрьоґа                                                   |
| 2004      | с   | Формула                                           | Формула                                                   | Фелікс, наречений Аляски                                  |
| 2004      | ф   | Тариф на кохання                                  | Тариф на любов                                            | Дмитро                                                    |
| 2002      | с   | Каменська-2                                       | Каменская                                                 | Михайло Шорін, племінник Денисова                         |
| 2002      | с   | Бригада                                           | Бригада                                                   | член банди Бека                                           |
| 2001      | ф   | Даун Хаус                                         | Даун Хаус                                                 | Ганя Іволгін                                              |
| 2001      | ф   | Під Полярною зіркою                               | Под Поляной звездой                                       | Польотов                                                  |
| 2000      | тф  | Нам – 75!                                         | Нам – 75!                                                 |                                                           |
| 2000      | ф   | ДМБ                                               | ДМБ                                                       | Лавров, старший сержант                                   |
| 1994      | ф   | Наречений з Маямі                                 | Жених из Майами                                           | епізодична роль                                           |